# Francesca Alotta (album)
Francesca Alotta è un album della cantante italiana omonima, pubblicato dall'etichetta discografica Ricordi nel 1992.
Il disco, contenente 9 tracce e disponibile su long playing, musicassetta e compact disc, è prodotto da Vince Tempera e Massimo Luca, che curano anche gli arrangiamenti dei primi 7 brani, di cui è autore lo stesso Luca insieme a Loredana Bevini (ad eccezione di Chiamata urgente, composta dal solo Luca). Gli ultimi due brani, arrangiati da Marco Falagiani, sono invece firmati da Aleandro Baldi, autore unico di Sentimenti ed insieme allo stesso Falagiani e Giancarlo Bigazzi di Non amarmi, nel quale Baldi duetta con la Alotta.
Il brano appena citato si aggiudica la sezione "Novità" del Festival di Sanremo 1992, mentre con Chiamata urgente la cantante aveva vinto la sezione denominata "Facciata A" del Cantagiro 1991, manifestazione alla quale l'artista partecipa anche l'anno dopo fra i "Big", proponendo tra l'altro il singolo Fragilità.

## Tracce

### Lato A
1. Fragilità
2. Batticuore
3. Yes Man
4. All'improvviso tu
5. Chiamata urgente

### Lato B
1. Illusione della mente
2. Il mare del Nord
3. Sentimenti
4. Non amarmi

## Formazione
- Francesca Alotta – voce, cori
- Massimo Luca – chitarra, cori
- Vince Tempera – tastiera
- Lele Melotti – batteria
- Fabio Maggioni – basso
- Pier Carlo Penta – programmazione